# Сальковский сахарный завод
Сальковский сахарный завод — предприятие пищевой промышленности в посёлке городского типа Сальково Гайворонского района Кировоградской области Украины, прекратившее производственную деятельность.

## История
Сахарный завод в селе Сальково Российской империи был построен в 1897—1899 гг. и начал работу в 1899 году, к заводу была проложена линия узкоколейной железной дороги.
В ходе гражданской войны предприятие пострадало, но в дальнейшем было восстановлено и возобновило работу. В 1922 году завод был переведен с дров на каменный уголь, а в 1924 году - электрифицирован.
В ходе Великой Отечественной войны село было оккупировано немецкими войсками. В условиях оккупации в июне 1942 года здесь начала деятельность советская подпольная организация, которую возглавил работник сахарного завода И. М. Грабовский.
В 1944 году завод возобновил работу, в 1956 году при участии рабочих завода в посёлке был построен заводской клуб на 350 мест.
В 1974-1978 годы была проведена реконструкция предприятия.
В целом, в советское время сахарный комбинат (в состав которого входили Сальковский сахарный завод и обеспечивавший его сырьём свеклосовхоз) являлся крупнейшим предприятием посёлка и входил в число ведущих предприятий района.
После провозглашения независимости Украины завод перешёл в ведение Государственного комитета пищевой промышленности Украины. В дальнейшем, государственное предприятие было преобразовано в открытое акционерное общество.
В 2001 и 2002 году завод не работал, 8 августа 2002 года хозяйственный суд Кировоградской области признал завод банкротом. Решение попытались обжаловать, но в марте 2003 года хозяйственный суд Кировоградской области повторно признал ОАО "Сальковский сахарный завод" банкротом.